# Ali Davutoğlu
Ali Davutoğlu (* 5. Oktober 1961 in Ankara) ist ein ehemaliger türkischer Botschafter.

## Leben
Ali Davutoğlu ist verheiratet und hat ein Kind.
1983–1985: Eintritt in den auswärtigen Dienst, Gesandtschaftssekretär dritter Klasse,
1985–1989: Gesandtschaftssekretär dritter, zweiter Klasse in Doha,
1989–1991: Gesandtschaftssekretär zweiter Klasse in der Abteilung Soziales,
1991–1995: Gesandtschaftssekretär erster Klasse in Bangkok,
1995–1996: Gesandtschaftssekretär erster Klasse beim Golf-Kooperationsrat und in Sanaa Jemen,
1996–1997: Leiter der Abteilung Mittlerer Osten,
1997–2001: Gesandtschaftsrat in Santiago de Chile,
2001–2003: Leiter der Abteilung Konsularisches,
2003–2007: Generalkonsul in Mostar,
2007–2010: Leiter der Abteilung türkische Staatsbürger im Ausland,
2010–2011: Konsul erster Klasse in Bengasi,
2011: Botschafter in Daressalam sowie bei der Ostafrikanischen Gemeinschaft akkreditiert.

## Einzelbelege
1. ↑  Büyükelçinin Özgeçmişi

| Vorgänger                  | Amt                                            | Nachfolger |
| -------------------------- | ---------------------------------------------- | ---------- |
| Mehmet Kadri Şander Gürbüz | türkischer Botschafter in Daressalam Seit 2011 | —          |

| Personendaten    | Personendaten       |
| ---------------- | ------------------- |
| NAME             | Davutoğlu, Ali      |
| KURZBESCHREIBUNG | türkischer Diplomat |
| GEBURTSDATUM     | 5. Oktober 1961     |
| GEBURTSORT       | Ankara              |